# Quercus copeyensis
Quercus copeyensis es una especie de roble de la familia Fagaceae. Está clasificada en la sección Quercus, que son los robles blancos de Europa, Asia y América del Norte. Tienen los estilos cortos; las bellotas maduran en 6 meses y tienen un sabor dulce y ligeramente amargo, el interior de la bellota tiene pelo. Las hojas carecen de una mayoría de cerdas en sus lóbulos, que suelen ser redondeados.

## Distribución y hábitat
Es endémica en la cordillera de Talamanca de Costa Rica y Panamá. Se encuentra a menudo con el Quercus costaricensis en los bosques montañosos superiores a 3100 m de altitud.

## Ecología
Quercus copeyensis es una especie que domina ampliamente los bosques montañosos húmedos y perennifolios a una altitud de entre 1800 a 2800 metros, con precipitaciones de 2500 a 3200 ml y temperaturas medias de 11 a 12 grados Celsius, con extremos de 0 a 20 grados Celsius. Crece en suelos de origen volcánico, limos arcillosos, ácidos a muy ácidos (3,5-4,6 pH), profundos y bien drenados, generalmente pobres en nutrientes, especialmente nitrógeno (N) y potasio (P). En general, los suelos contienen grandes cantidades de humus, pero éste se descompone muy lentamente debido a las bajas temperaturas y alta acidez, que limita el crecimiento de la microfauna. La especie se produce entonces en grandes cantidades que germinan y cubren el piso del bosque con una alfombra de plántulas. En Costa Rica el árbol alcanza grandes dimensiones, creciendo ya sea en grupos o en forma aislada, y es capaz de alzarse como emergente 5-10 m por encima del dosel. Es el árbol más visible a lo largo de la carretera Interamericana en su paso por la cordillera de Talamanca.
Se ha registrado que crece en forma natural en Honduras, Costa Rica y Panamá.
La semilla se produce a lo largo de muchos meses, pero el período natural de caída es de agosto a diciembre.
El Quercus copeyensis puede crecer de manera gradual bajo el dosel, pero presenta una fuerte respuesta a los incrementos de luz. En forma natural, la existencia de gran cantidad de epífitas en las ramas de los árboles aumenta el peso de las copas, sobre todo en épocas de lluvias, lo cual, unido a la menor estabilidad de los árboles en suelos saturados, produce con frecuencia la caída de los árboles más viejos, permitiendo así la entrada de luz en el piso del bosque y fomentando el desarrollo de la regeneración natural. La gestión sostenible del bosque simula este proceso natural, permitiendo el aprovechamiento de ciertos individuos, seguido por la gestión de la regeneración. En estudios en los llamados bosques de roble blanco en Costa Rica ha sido la especie más frecuente en la regeneración. Se han registrado alrededor de 124.000 plántulas por hectárea bajo el dosel, un año después de la caída de las semillas, lo que demuestra la posibilidad de regenerar los bosques de esta especie mediante la protección y manejo de la regeneración natural. En bosques adultos, Quercus copeyensis representa hasta cerca del 70% de los árboles presentes. En términos generales, la especie es de crecimiento lento, pero más rápido que otras especies de Quercus.

## Descripción
Quercus copeyensis es un árbol de hoja perenne que alcanza hasta los 55 m de altura y 170 cm de diámetro del tronco, más comúnmente 35 m de altura y entre 80 y 100 cm de diámetro del tronco, El tronco es generalmente recto, oval o semicilíndrico, estriado en la base. La corteza es de color gris, marrón grisáceo o pardo rojizo y exfolia en placas. La corteza interna es cremosa o crema rosácea, con manchas rosadas. La savia es incolora. La copa es redondeada, ancha y densa. Las hojas son alternas, simples, erectas, distribuidas en espiral, brillantes, entre 4 a 15 cm de largo, y entre 2 a 6,5 cm de ancho. El ápice es agudo y la base redondeada, a menudo agrupadas al final de largas ramas. Las flores son monoicas. Las flores masculinas son blancas en blancas verdosas, en inflorescencias de hasta 12 cm de longitud, con raquis cubiertas con pelos suaves muy cortos. Las inflorescencias femeninas son simples, con 4 a 10 inflorescencias parciales, cada una con una sola flor en la axila de una bráctea primaria. Las bellotas son duras, ovoides, de entre 22 a 28 mm de largo y entre 18 a 22 mm de ancho, con una cúpula que se agudiza hacia la base y la envuelve de 1/3 a 1/2 de la bellota.

## Protección
Las plántulas pequeñas son cortadas por un cerambícido ( Terobrachus asperatus ). Además, la mariposa Eutachypter psidii causa defoliación en árboles adultos.

## Taxonomía
Quercus copeyensis fue descrita por Cornelius Herman Muller y publicado en U.S. Department of Agriculture. Bureau of Plant Industry. Miscellaneous Publication 477: 30. 1942.
Etimología
Quercus: nombre genérico del latín que designaba igualmente al roble y a la encina.
copeyensis: epíteto
Sinonimia
- Quercus costaricensis f. kuntzei Trel.
- Quercus pacayana C.H.Mull.[2][3]